# Daxgrai

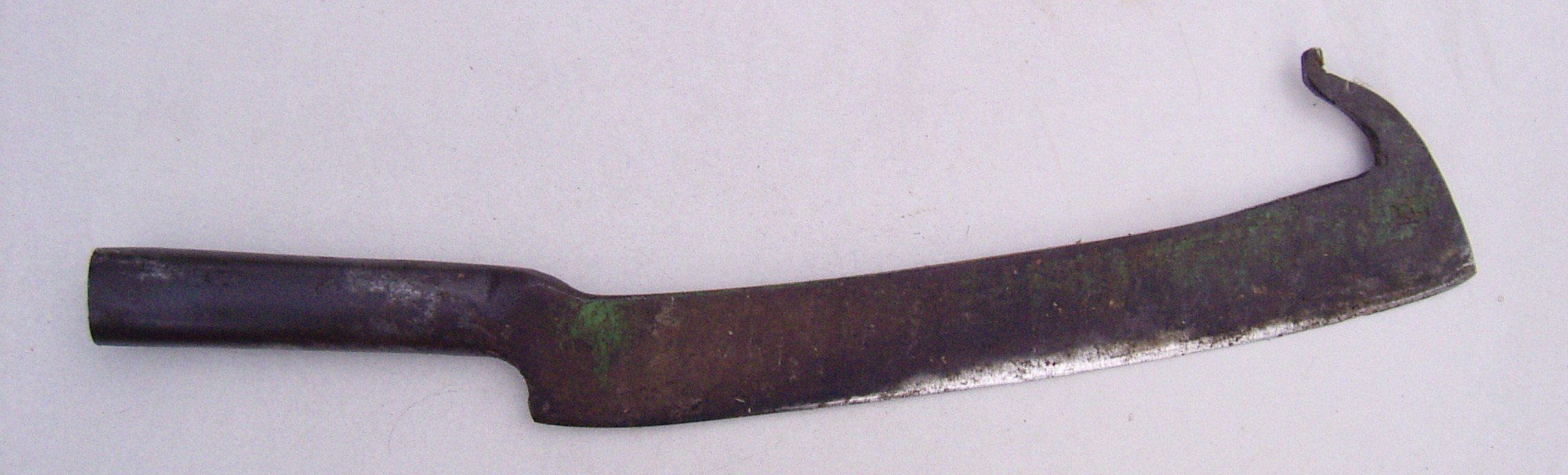
Ein Daxgrai

Der Daxgrai (auch: Daxngrei, Daxngrai, Daxnkrei, Daxnkrai, Daxnhau, Brax (österr.)) ist ein vor allem in Altbayern und in Teilen des Alpenraums verbreitetes land- und forstwirtschaftliches Handwerkzeug. Er dient zum Ausasten (bayr.: Ausnasten) von Nadelbäumen und zum Zerkleinern der Äste von Nadelbäumen (bayr.: Daxn = ‚Fichten-, Tannenzweige, seltener Latschen- oder Zirbenzweige‘) und zum Hacken von Reisig.
Typisch für einen Daxgrai ist die relativ gerade, schwere Klinge sowie der nach oben gebogene Haken am vorderen Klingenrücken, der auch zum Heranziehen von Ästen und Zweigen dient. Der Daxgrai stellt eine spezialisierte Form eines Beils dar (übliche Beile erweisen sich für diese Aufgabe als wenig tauglich), bei dem die Klinge mit dem Handgriff fest verbunden ist und die verlängerte Schneide zum Abschlagen der Äste vom Baum oder Zerkleinern von Ästen auf einem Hackklotz gegenüber dem Griffstück nach vorne verlängert ist. Die Länge eines Daxgrai beträgt um die 40 cm.